# アーバナ (イリノイ州)
| イリノイ州におけるシャンペーン郡の位置 |  | シャンペーン郡におけるアーバナの市域 |

アーバナ（Urbana）は、アメリカ合衆国イリノイ州の都市。シャンペーン郡の郡庁所在地である。人口は3万8336人（2020年）。市街地は西隣のシャンペーンと一体化している。イリノイ大学の旗艦校アーバナ・シャンペーン校がある学園都市。

## 歴史
この地への入植は1820年代に既に始まっており、1833年にシャンペーン郡が創設されると、郡庁がアーバナに置かれた。1850年代に入り、イリノイ・セントラル鉄道が開通してアーバナの西、ウェストアーバナ（現在のシャンペーン）に駅が設けられると、この地は一気に成長し始めた。1855年には、アーバナは市として正式に法人化された。1863年には、ウェストアーバナの駅とアーバナの郡庁舎の間を、ラバに曳かれた馬車鉄道が通った。1867年には、地元のイリノイ州議会下院議員で、アーバナの市長も務めたクラーク・ロビンソン・グリッグスによるロビー活動が功を奏し、州政府はこの地にイリノイ産業大学（後のイリノイ大学アーバナ・シャンペーン校）の設置を決定した。

## 地理
アーバナは北緯40度6分35秒 西経88度12分15秒 / 北緯40.10972度 西経88.20417度に位置し、市域面積は30.2km²（11.65mi²）である。市域の大部分は州間高速道路74号線の南側に広がり、市の中心部はユニバーシティー・アベニュー（国道150号線）とカニンハム・アベニュー/バイン・ストリート（国道45号線）の交差点の南西に広がっている。市の東側には、1960年代から毎年、クリスマスの時期に住民が家を装飾し、ライトアップする伝統がある、キャンドルスティック・レーンと呼ばれる地区が広がっている。

## 教育
イリノイ大学アーバナ・シャンペーン校は、アーバナ市中心部の南西およびシャンペーン市中心部の南東に、両市にまたがるキャンパスを構えている。同学は17学部を有し、学部に150以上、大学院に100以上の専攻プログラムを持ち、学部生約32,000人、大学院生約10,000人を抱えている。同学はUSニューズ&ワールド・レポートの大学ランキングでは、全米の総合大学の中で上位50位以内に入る評価を受けている。また、同学のスポーツチーム、イリノイ・ファイティングイライナイは、中西部の有力大学12校で構成される、NCAAディビジョンIのビッグ・テン・カンファレンスに所属している。
このイリノイ大学の教育実験校として1921年に創立した付属高校はアーバナに立地している。同校は7-8年生の内容を1年間で修了する「サブフレッシュマン」（subfreshman）の後に通常の高校課程である9-12年生の学習を行う5年制の中高一貫校で、全校で約300人、1学年約60人の少数精鋭の教育を行っている。同校の卒業生にはノーベル賞やピューリッツァー賞の受賞者も複数いる。また、在校生のSATのスコアの高さから、同校はニューズウィーク誌によってパブリック・エリート校の1つに数えられている。

## 文化
イリノイ大学はアーバナ・シャンペーン両市における文化の中心にもなっている。16,000席を有する同学の多目的アリーナ、アセンブリー・ホールでは、イリノイ・ファイティングイライナイの男女バスケットボールの試合のほか、ポップスやロックのコンサート、ブロードウェイのミュージカルの公演なども行われる。スパーロック博物館は、古代文明や南北アメリカ大陸の先住民など、100万年にわたる人類史に関する、6つの大陸すべてからの出土物を収集・展示しており、そのコレクションは40,000点にのぼる。同学芸術学部のクラナート美術館は、古代エジプトから現代の写真に至るまで、9,000点の作品を常設展示物として収集・展示している。キャンパスの南側には同学の植物園が設けられており、同学の植物学や芸術・応用芸術学専攻の学生に対する教育・研究の場であると同時に、地域住民に無料で開放された憩いの場を提供している。園内には日本庭園や茶室もあり、茶道や書道、日本画の授業に用いられているほか、日本文化センターとしての役割も果たしている。

## 交通
イリノイ大学が所有する空港、イリノイ大学ウィラード空港は、同学航空学部の飛行実習に使われるほか、アメリカン・イーグルによるシカゴ・オヘア国際空港やダラス・フォートワース国際空港への定期旅客便が就航しており、シャンペーン・アーバナ都市圏の玄関口となる、商業空港としての役割も果たしている。

## 経済

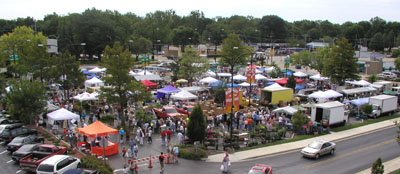
マーケット・アット・ザ・スクエア

イリノイ大学関連以外では、アーバナではマーケット・アット・ザ・スクエアという農産品市場が知られている。1979年に始まったこの農産品市場は、5月から11月にかけて、毎週土曜日の午前中に、アーバナの中心部、イリノイ・ストリートとバイン・ストリートの角で開かれる。この農産品市場には150以上の出品者が集まり、地元イリノイ州産の農産物・畜産物・乳製品をはじめ、花、宝飾品、陶芸品、木工品、ろうそく、ボディケア用品、庭園装飾品、衣服など、さまざまなものが販売されている。

## 姉妹都市
アーバナは2008年より、マラウイの大学都市ゾンバと姉妹都市提携を結んでいる。

## 註
1. ↑  “Quickfacts.census.gov”. 2023年10月29日閲覧。
2. ↑  History of The City of Urbana, Il. J. S. Lothrop's Champaign County Directory
With History of the same, and Each Township Therein. Chicago: Rand, McNally & Co., Printers & Binders. 1871年.
3. ↑  History of Downtown. City of Urbana.
4. ↑  Historical Overview. Our Best Yesterday, Today, and Tomorrow: Champaign's 150th Anniversary Celebration. City of Champaign.
5. ↑   "Griggs Puts U in Urbana". The News-Gazette. 1867年2月28日. Qtd in Hot Type: 150 Years of the Best Local Stories from the News-Gazette. p.13. Ed: Tom Kacich. Sports Publishing LLC. 2002年8月1日.
6. ↑  Wurth, Julie. Candlestick Lane and more in weekend Family Picks! The News-Gazette. 2010年12月10日.
7. ↑  Candlestick Lane. Campaign Public Library.
8. ↑  Academics at Illinois. University of Illinois at Urbana-Champaign.
9. ↑  Best Colleges 2013: National University Rankings. p.5. U.S. News & World Report. 2012年.
2013年版（2012年発行）では46位であった。
10. ↑  About Uni - Overview & History. University Laboratory High School.
11. ↑  Mathews, Jay. From Newsweek: America's Best High Schools: The Elites. The Daily Beast. The Newsweek Daily Beast Company. 2010年6月12日.
12. ↑  Overview. University of Illinois at Urbana-Champaign.
13. ↑  General Information, Collections of the Spurlock Museum. Spurlock Museum, University of Illinois at Urbana-Champaign.
14. ↑  Museum History & Architecture. Krannert Art Museum, University of Illinois at Urbana-Champaign.
15. ↑  Our Gardens. Arboretum, University of Illinois at Urbana-Champaign.
16. ↑  Flight Schedules. Willard Airport, University of Illinois Urbana-Champaign.
17. ↑  Urbana's Market at the Square. City of Urbana.
18. ↑  Urbana's Sister City Program--Zomba, Malawi. City of Urbana.
19. ↑  Urbana, IL. Interactive City Directory. Sister Cities International, Inc.